# Gmina Daleszyce
Die Gmina Daleszyce ist eine Stadt-und-Land-Gemeinde im Powiat Kielecki der Woiwodschaft Heiligkreuz in Polen. Ihr Sitz ist die gleichnamige Stadt Daleszyce mit 2922 Einwohnern (31. Dez. 2016).

## Gliederung
Zur Stadt-und-Land-Gemeinde (gmina miejsko-wiejska) gehören neben der Stadt Daleszyce folgende siebzehn Dörfer mit einem Schulzenamt (sołectwo):
Borków
Brzechów
Cisów
Danków
Komórki
Kranów
Marzysz
Mójcza
Niestachów
Niwy
Sieraków
Słopiec
Smyków
Suków
Szczecno
Trzemosna
Widełki
Weitere Ortschaften der Gemeinde sind Gajówka Grzebień, Gajówka Jałonne, Gajówka Żarnowiec, Łuczewnica und Wójtostwo.